# Alberto Gentili
Pour les articles homonymes, voir Gentili.
Alberto Gentili (né en 1873 à Ceneda di Vittorio Veneto, dans la province de Trévise, en Vénétie et mort en 1954 à Turin) est un musicologue et compositeur italien.

## Biographie
C'est à Alberto Gentili, professeur d'histoire de la musique à l'université de Turin que l'on doit la découverte et l'acquisition par la Bibliothèque nationale universitaire de Turin d'un exceptionnel ensemble de partitions anciennes (manuscrites ou imprimées) parmi lesquelles la plus importante collection d'œuvres d'Antonio Vivaldi. Ces œuvres autrefois réunies par Giacomo Durazzo figurent aujourd'hui dans le fonds Foà-Giordano.